# Vampyrellidae
Vampyrellidae – takson eukariotów należący do supergrupy Sar. W systematyce Adla nie występuje, według Hessa i innych ma rangę rodziny.

## Systematyka
Według Hessa podział rodziny Vampyrellidae jest następujący:
- Vampyrella